# 신입사원 탄생기 굿피플
《신입사원 탄생기 굿피플》은 채널A에서 2019년 4월 13일부터 2019년 7월 16일까지 방송되었던 예능 프로그램이다.

## 기획 의도
두려움과 설렘으로 심장이 터질 것 같았던 우리 모두의 '처음' 그 열정을 응원하는 신입사원 탄생기.

## 방송 시간
- 매주 화요일 밤 11시에 방송되었다.

## 출연진
- 강호동
- 이수근
- 신아영
- 이시원

## 인턴
- 이강호
- 이시훈
- 임현서
- 김현우
- 이상호
- 김다경
- 송지원
- 이주미

## 멘토
- 윤제선
- 박건호
- 권상욱
- 채승훈
- 김종훈
- 노기완

## 참고 사항
- 장소는 법무법인 창천에 촬영하였다.

## 시청률
최저 시청률과 최고 시청률은 시청률 조사회사와 지역별로 시청률에 차이가 있을 수 있습니다.
| 2019년 | 2019년   | 2019년         | 2019년 |
| 회차   | 방송일   | AGB 시청률     |        |
| 회차   | 방송일   | 대한민국(전국) |        |
| ------ | -------- | -------------- | ------ |
| 1      | 4월 13일 | 0.4%           |        |
| 2      | 4월 20일 | 0.7%           |        |
| 3      | 4월 27일 | 0.5%           |        |
| 4      | 5월 4일  | 0.4%           |        |
| 5      | 5월 11일 | %              |        |
| 6      | 5월 18일 | %              |        |
| 7      | 5월 25일 | %              |        |
| 8      | 6월 1일  | %              |        |
| 9      | 6월 4일  | %              |        |
| 10     | 6월 11일 | %              |        |
| 11     | 6월 18일 | %              |        |
| 12     | 6월 25일 | %              |        |
| 13     | 7월 2일  | %              |        |
| 14     | 7월 9일  | %              |        |
| 15     | 7월 16일 | %              |        |

## 같이 보기
- 대한민국의 법학전문대학원
- 로스쿨